# Ernst Berliner
Ernst Berliner (ur. 15 września 1880 w Berlinie, zm. 28 października 1957 w Auerbach) – niemiecki przyrodnik. Zajmował się m.in. chorobą zakaźną mklików mącznych i w 1915 roku opisał wywołującą ją bakterię, którą nazwał Bacillus thuringiensis.
W latach 1900-1904 studiował inżynierię mechaniczną na Uniwersytecie Technicznym w Berlinie, a następnie w latach 1904-1908 studiował nauki przyrodnicze na Uniwersytecie Berlińskim 5 maja 1909 otrzymał doktorat. Pracował jako asystent w Instytucie Roberta Kocha w Berlinie, a następnie w latach 1911-1914 w Stacji Kontrolno-Doświadczalna Badań Zboża w Halle. Po I wojnie w której wziął udział jako ochotnik i został odznaczony Krzyżem Żelaznym pracował kilka lat w szwedzkim Malmö. W 1927 został kierownikiem Instytutu Badawczego Chemii Zbóż we Frankfurcie nad Menem oraz wykładowcą jako profesor nadzwyczajny chemii zbóż na Uniwersytecie Technicznym w Darmstadt W 1931 założył niezależny Instytut Badawczy Chemii Zbóż w Darmstadt do którego powrócił w 1949, w 1955 odznaczony został Krzyżem Orderu Zasługi Republiki Federalnej Niemiec. 